# Termoelement
Et termoelement er et simpelt elektrisk kredsløb, der bruges til at måle temperaturer vha. den termoelektriske effekt.
Termoelementet består grundlæggende af to ledninger med forskellige Seebeck-koefficienter {\displaystyle \epsilon _{\text{A}}} og {\displaystyle \epsilon _{\text{B}}}. I den ene ende er ledningerne i kontakt, hvor temperaturen {\displaystyle T_{1}} ønskes målt. I den anden ende er der en anden temperatur {\displaystyle T_{0}} som reference; her kan et voltmeter tilsluttes. Pga. de forskellige Seebeck-koefficienter opstår en elektrisk spænding, som kan måles i voltmetret. Spændingen {\displaystyle \Delta U} er givet ved:
{\displaystyle \Delta U=\int _{T_{0}}^{T_{1}}(\epsilon _{\text{B}}-\epsilon _{\text{A}}){\text{ d}}T}
hvor ændringen i spænding pr. temperatur altså er givet ved:
{\displaystyle {\frac {{\text{d}}U}{{\text{d}}T}}=\epsilon _{\text{B}}-\epsilon _{\text{A}}}
Spændingen kan altså bruges til at finde den ukendte temperatur.